# Gunnar Schulze

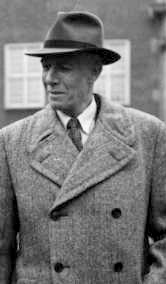
Gunnar Schulze

Karl Gunnar Schulze, född den 18 augusti 1885 i Vreta klosters socken, död den 16 juli 1954 i Strängnäs var en svensk författare som skrev under pseudonymen Karl Gunnarson.

## Biografi
Föräldrar var godsägaren Per Ludvig Schulze och Anna Fredrika Loberg. Efter läroverksstudier och folkhögskola utbildade han sig till agronom vid Bjärka Säby lantmannaskola 1902-1904. Innan han blev författare på heltid, var han verksam som lantbruksinspektor och godsförvaltare, framför allt i Södermanland. Han skrev tidigt äventyrsnoveller för olika veckotidningar. 
Schulze emigrerade 1928 till Kanada och vistades där i ett par år då han kroppsarbetade på en mängd olika ställen. Den första Kanadaboken är självbiografisk. Därefter tar fabulerandet över och böckerna utgör ett mellanting mellan äventyrsskildring och memoarbetonad reseskildring. Därvid kan de påminna om Jack Londons författarskap med tjuvåkning på tåg, vildmarksliv och vargjakter.
Det stora genombrottet kom med boken Som dräng bland svenska bönder, där han wallraffar genom att ta anställning på olika gårdar och rapportera om livet på landet. Det är emellertid inte en strikt fackbok utan en humoristisk skildring, där författaren kommer bönderna in på livet utan att avslöja sin egen stora fackkunskap som utbildad agronom. Boken följdes upp med liknande från Norge, Danmark och Svenskfinland. På 1940-talet återvände han till Kanada i skildringar som först publicerades i veckotidningen Lektyr för att sedan komma ut i bokform. 
Karl Gunnarson var en mycket läst författare, särskilt bland landsbygdens folk. Som populärförfattare har han emellertid varit sedd över axeln och i de flesta författarlexikon är han inte omnämnd, trots sin stora produktion. Ett bevis på författarens popularitet var filmen Flickorna i Småland från 1945 i regi av Schamyl Bauman. Manuset bygger på Schulzes Som dräng bland svenska bönder och Åke Grönberg spelar rollen som Karl Gunnarsson, fast i filmen kallad Gunnar Carlman. 
I början av 1940-talet lärde Schulze känna Moa Martinson, som då levde ensam sedan Harry Martinson lämnat henne. De blev mycket nära vänner. 

## Filmografi
- 1945 – Flickorna i Småland